# Grenås Öjån
Grenås Öjån este o arie protejată (arie specială de conservare — SAC, sit de importanță comunitară — SCI) din Suedia întinsă pe o suprafață de 0,59 ha, integral pe uscat.

## Localizare
Centrul sitului Grenås Öjån este situat la coordonatele 63°36′50″N 15°23′28″E / 63.6139°N 15.3911°E.

## Înființare
Situl Grenås Öjån a fost declarat sit de importanță comunitară în mai 2001 pentru a proteja un număr necunoscut de specii din flora spontană și fauna sălbatică aflate în arealul zonei. Situl a fost protejat și ca arie specială de conservare în martie 2011.

## Biodiversitate
Situată în ecoregiunea boreală, aria protejată conține 1 habitat natural: Pajiști aluvionare boreale nordice.
La baza desemnării sitului se află un număr nedeclarat de specii protejate.